# Silent Hill (Original Soundtracks)
Silent Hill (Original Soundtracks) (następnie wydana jako Silent Hill (Original Soundtrack)) – oficjalna ścieżka dźwiękowa z gry Silent Hill, wydana w wersji pudełkowej w Japonii oraz Europie w 1999 roku. Wszystkie utwory zostały skomponowane przez Akirę Yamaokę z wyjątkiem utworu "Esperándote", skomponowanego przez Rikę Muranakę.

## Lista utworów
1. Silent Hill (2:51)
2. All (2:07)
3. The Wait (0:09)
4. Until Death (0:51)
5. Over (2:04)
6. Devil's Lyric (1:26)
7. Rising Sun (0:57)
8. For All (2:39)
9. Follow the Leader (0:52)
10. Claw Finger (1:32)
11. Hear Nothing (1:33)
12. Children Kill (0:19)
13. Killed by Death (1:25)
14. Don't Cry (1:29)
15. The Bitter Season (1:26)
16. Moonchild (2:48)
17. Never Again (0:45)
18. Fear of the Dark (1:13)
19. Half Day (0:39)
20. Heaven Give Me Say (1:47)
21. Far (1:14)
22. I'll Kill You (2:52)
23. My Justice for You (1:21)
24. Devil's Lyric 2 (0:25)
25. Dead End (0:17)
26. Ain't Gonna Rain (1:12)
27. Nothing Else (0:51)
28. Alive (0:33)
29. Never Again (1:01)
30. Die (0:56)
31. Never End, Never End, Never End (0:46)
32. Down Time (1:38)
33. Kill Angels (1:16)
34. Only You (1:16)
35. Not Tomorrow (0:48)
36. Not Tomorrow 2 (1:38)
37. My Heaven (3:17)
38. Tears Of... (3:16)
39. Killing Time (2:54)
40. She (2:36)
41. Esperándote (kompozycja: Rika Muranaka; wokal: Vanesa Quiroz)  (6:26)
42. Silent Hill (Otherside) (6:23)